# X性別
X性別（日本語：Xジェンダー，在日语中读作「ekkusu-jendā」）是一個日本特有的術語，用來指代那些不屬於男性或女性任何一方第三性別自我認同的人士。X性別包括了所有性別認同與男性或女性不同的人，有時也指那些對自身的性別認同不固定或具有流動性的人。「X性別」一詞在1990年代後期開始使用，由关西地区，尤其是大阪和京都的酷儿组织推广。在日本，该词汇用于替代「非二元性別」和「性別酷兒」的概念，但這些術語與X性別並非完全等同。
一些將自己定義為「X性別」的知名人物包括漫画家镰谷由希和渡濑悠宇。
2019 年，日本 LGBT 研究所开展了一项线上调研活动，共收集到来自 20 岁至 69 岁人士的 34.8 万份有效回复，这些受访者并非全部属于 LGBT 群体。调研结果表明，2.5% 的受访者自我认定为X性別。

## 词源
在日文中，「X性別」由「X」與「性別（gender）」構成。其中，「X」體現不確定性，而「gender」是從英語借入的外來語，其涵義或許與英語中的「gender」存在稍許差異。在日本，諸如「跨性別」「性別酷兒」或「非二元性別」等國際術語及其日語對應詞，在歷史上鮮少被用於描述此類性別認同。
「X性別」一詞被認為起源於日本本州的關西地區，儘管確切的起源尚不清楚。在1990年代，该用语多次出现于关西地区酷儿（同性恋）团体的出版物之中。2000 年，由关西 G - Front 发行的《Poco a poco》杂志首次对「X性別」展开详细探讨和定義，其中包含了幾篇關於那些會被歸類為「X性別」人士的文章。不过，「X性別」一词当时仅出现于该杂志的词汇表内。随着该团体的一位创始成员参与多场访谈及纪录片，这一词汇得到了进一步的确立。因此，X性別通過在社交媒體上的使用而變得更加廣泛，並提高了公眾輿論對性別話語的認識。
在此之前，日本采用「跨性別」（トランスジェンダー）一词来指代那些期望以与其出生时被指定的性别不同的性别进行生活的人，然而，彼时并未有用于描述既非女性亦非男性之人的词汇。

## 分类
X性别被认定为属于跨性别谱系的组成部分之一，并且通常被看作是性别不合（即性別不一致，日本語：せいべつふごう）的表现。由於「X性別」包含多種性別身份，因此在特定性別方面，這個類別沒有明確的定義。關於這些代表性別認同，彩虹行動（Rainbow Action）的X-Lounge（レインボー・アクション Xラウンジ）作出以下描述：
- 両性 (ryōsei)：指那些認為自己既是男性又是女性的人（雙性別或雌雄同體）。
- 中性 (chūsei)：指那些認為自己處於男性與女性之間的人（第三性別或中性）。
- 無性 (musei)：沒有明顯性別特徵（間性）或不希望被歸屬於任何一種性別角色的人（無性別）。

- 不定性 (Futei-sei)：指那些認為自己的性別認同在某兩種性別之間波動變化的人（性別流動）。[20]

這些術語中使用的詞綴「-性」意指「性別」，涵蓋了生理性別和性別認同兩個層面。
此外，关于X性别所涵盖的性别认同存在多种解释。例如，中性存在多种变化形式，包括「偏向男性的中性」以及与二元性别框架以外的性别认同相结合的中性；对于两性而言，也可能出现对某一性别更具认同感的情况等。即便表面上使用相同的词汇，不同当事人对其的理解和认识可能有所差异。
「跨性別」和「性別不一致」等术语，最初所指的是男性与女性之间的性別過渡情况；變性者即完全从一方转变为另一方。在这些观念里，有一部分主张性别仅有两种，并且与相应的性取向（异性恋本位）紧密相连。然而，与之不同的是，日语中的X性别则提供了一种具备无限可能性的性别指定方式，其超越了这两种性别类别，无需对性别二元论或者异性恋本位进行质疑。
- 天生為間性且性別認同為X性別的人被稱為XtX，[24][25][26]有時根據性別認同的不同，會使用XtM和XtF。[27]

- 出生時被指定為女性且性別認同為X性別的人被稱為FtX，類似於FtM跨性別者。[24][25][26]
- 出生時被指定為女性且性別認同為X性別的人被稱為MtX，類似於MtF跨性別者。[24][25][26]